# St.-Simeon-Kirche (Berlin)

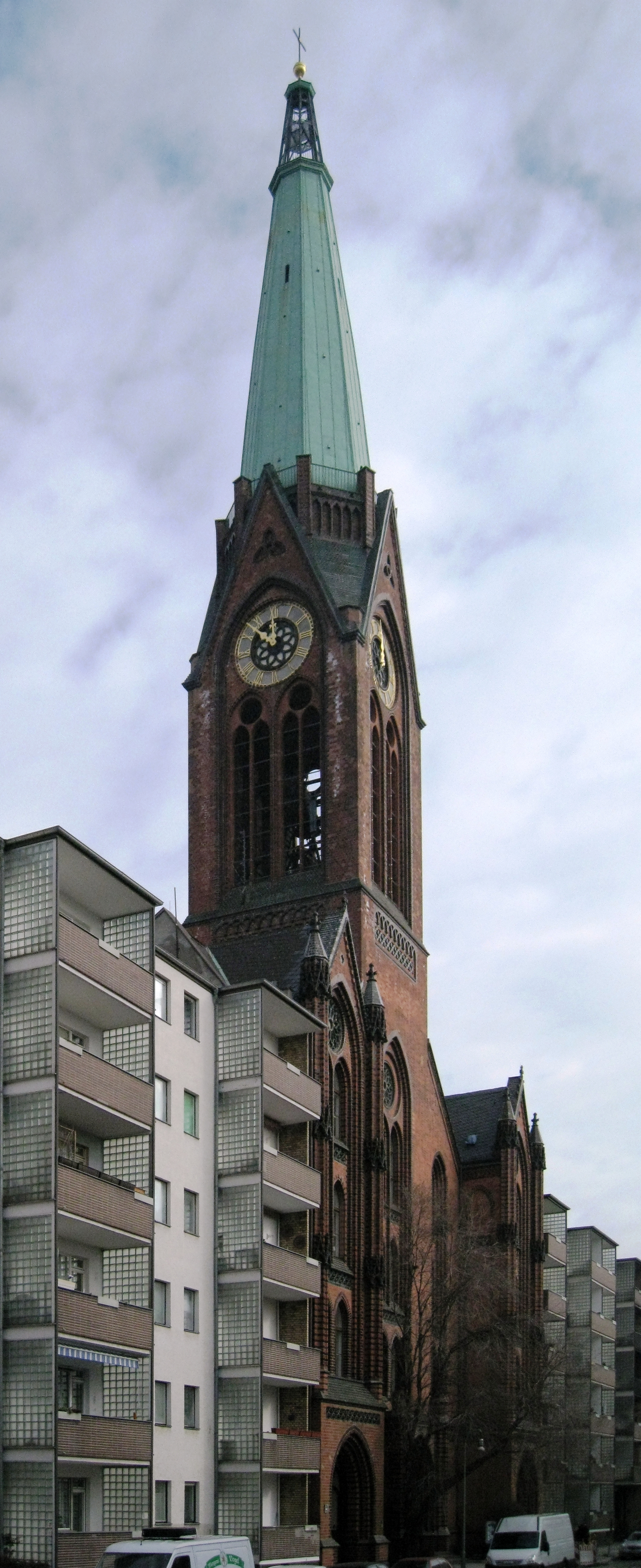
St.-Simeon-Kirche, Straßenansicht

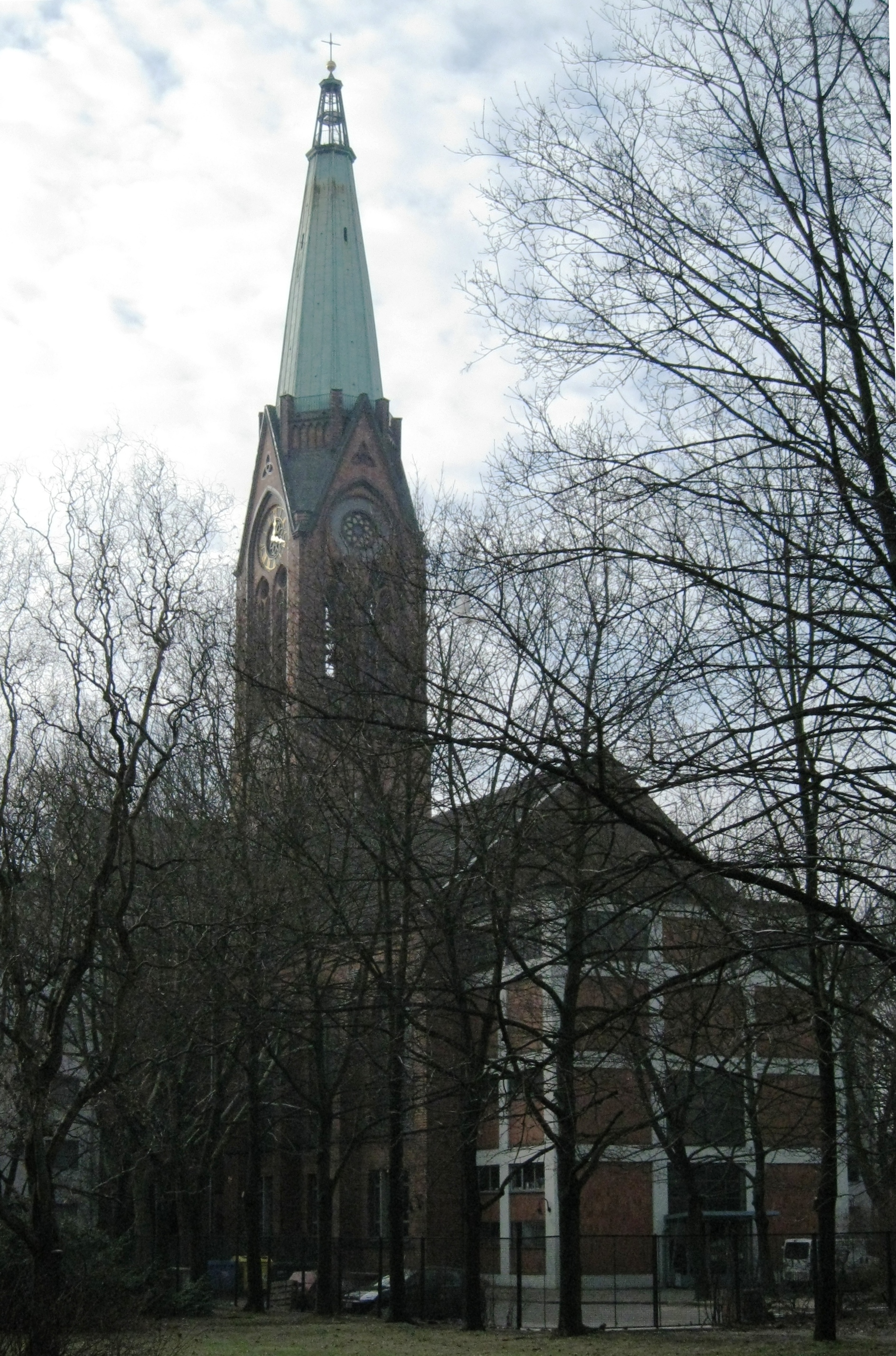
St.-Simeon-Kirche, Anbau mit Treppenhaus

Die St.-Simeon-Kirche ist ein neogotischer Backsteinkirchenbau, eingebaut in die geschlossene Straßenfront in der Wassertorstraße im Berliner Ortsteil Kreuzberg. Sie entstand von 1893 bis 1897 nach Entwürfen des Königlichen Baurats Franz Schwechten. Die Kirche in historisiertem gotischen Stil steht unter Denkmalschutz.
Zum 1. Mai 2013 fusionierte die Gemeinde mit denen der St.-Jacobi-Kirche und der Melanchthonkirche zur Evangelischen Kirchengemeinde Kreuzberg-Mitte. Zum 1. Januar 2022 fusionierte die Kirchengemeinde Kreuzberg-Mitte mit zwei benachbarten Gemeinden (St. Thomas und Emmaus-Ölberg) zur Evangelischen Kirchengemeinde Kreuzberg.

## Geschichte
Bis zur Vereinigung mit St. Jacobi und der Melanchthongemeinde zur Evangelischen Kirchengemeinde in Kreuzberg-Mitte im Jahr 2013 war die Kirchengemeinde St. Simeon eine Gemeinde im Kirchenkreis Berlin Stadtmitte des Sprengels Berlin in der Evangelischen Kirche Berlin-Brandenburg-schlesische Oberlausitz. Sie geht zurück auf die St.-Petri-Gemeinde in Cölln, der Schwesterstadt Berlins. Von dieser wurde in der Cöllnischen Vorstadt 1694 eine Gemeinde abgetrennt, die seit 1802 den Namen Luisenstadt-Gemeinde trägt. Wiederum von dieser zweigte sich 1845 die Neue-Luisenstadt-Gemeinde (St.-Jacobi-Gemeinde hieß sie erst später) für die 13.000 Mitglieder ab, die auf der Stadterweiterung Köpenicker Feld wohnten. Nachdem die Mitgliederzahl der St.-Jacobi-Gemeinde 1868 auf über 60.000 angewachsen war, spaltete sich die St.-Simeon-Gemeinde ab. Ein erster Plan, für die St.-Simeon-Gemeinde am Luisenstädtischen Kanal eine Kirche als Brückenbauwerk zu errichten, ließ sich nicht verwirklichen. Am 31. Oktober 1893 erfolgte an der Wassertorstraße 21a die Grundsteinlegung für die neue Kirche. Am 8. Dezember 1897 wurde sie eingeweiht. Eine 1869 als Notkirche erbaute Kapelle wurde auf den rückwärtigen Teil des Grundstückes versetzt, um Platz für den Neubau zu schaffen.
Die Baukosten betrugen 515.000 Mark (kaufkraftbereinigt in heutiger Währung: rund 4,45 Millionen Euro), davon 90.000 für das Gemeindehaus. Benannt wurde die Kirche nach Simeon, der laut Lukas-Evangelium mit seinen Augen den künftigen Heiland gesehen hat. 1897 wurde der Kirchhof Sankt Simeon und Sankt Lukas für Bestattungen eingerichtet.
Bei einem alliierten Luftangriff auf Berlin am 3. Februar 1945 wurde die Kirche beschädigt. Der Wiederaufbau nach dem Zweiten Weltkrieg kam nur schrittweise voran, sodass die Kirche erst am 26. Februar 1961 von Bischof Otto Dibelius wieder eingeweiht werden konnte.
Der Wiederaufbau der Kirche erfolgte in mehreren Abschnitten, zunächst unter der Leitung von Oberbaurat Jorcke und Oberbaurat Berndt, dann unter Architekt Willy Rossa. Das mächtige Kirchenschiff wurde in Höhe der Empore waagerecht geteilt, um im Erdgeschoss Gemeinderäume in Größe der Kirche zu gewinnen. An Stelle des Altarraums wurde ein Anbau mit Treppenhaus errichtet, um in das Obergeschoss zu gelangen, wo sich der Kirchraum befindet. Der Altarraum liegt jetzt an der Turmseite. Die Turmspitze wurde in vereinfachter Form erneuert. 1956 erhielt der Turm wieder sein vergoldetes Kreuz. Das vordere Gemeindehaus war ein Jahr später wieder hergestellt. Zwischen 1981 und 1984 wurden Front und Turm saniert.

## Gebäude

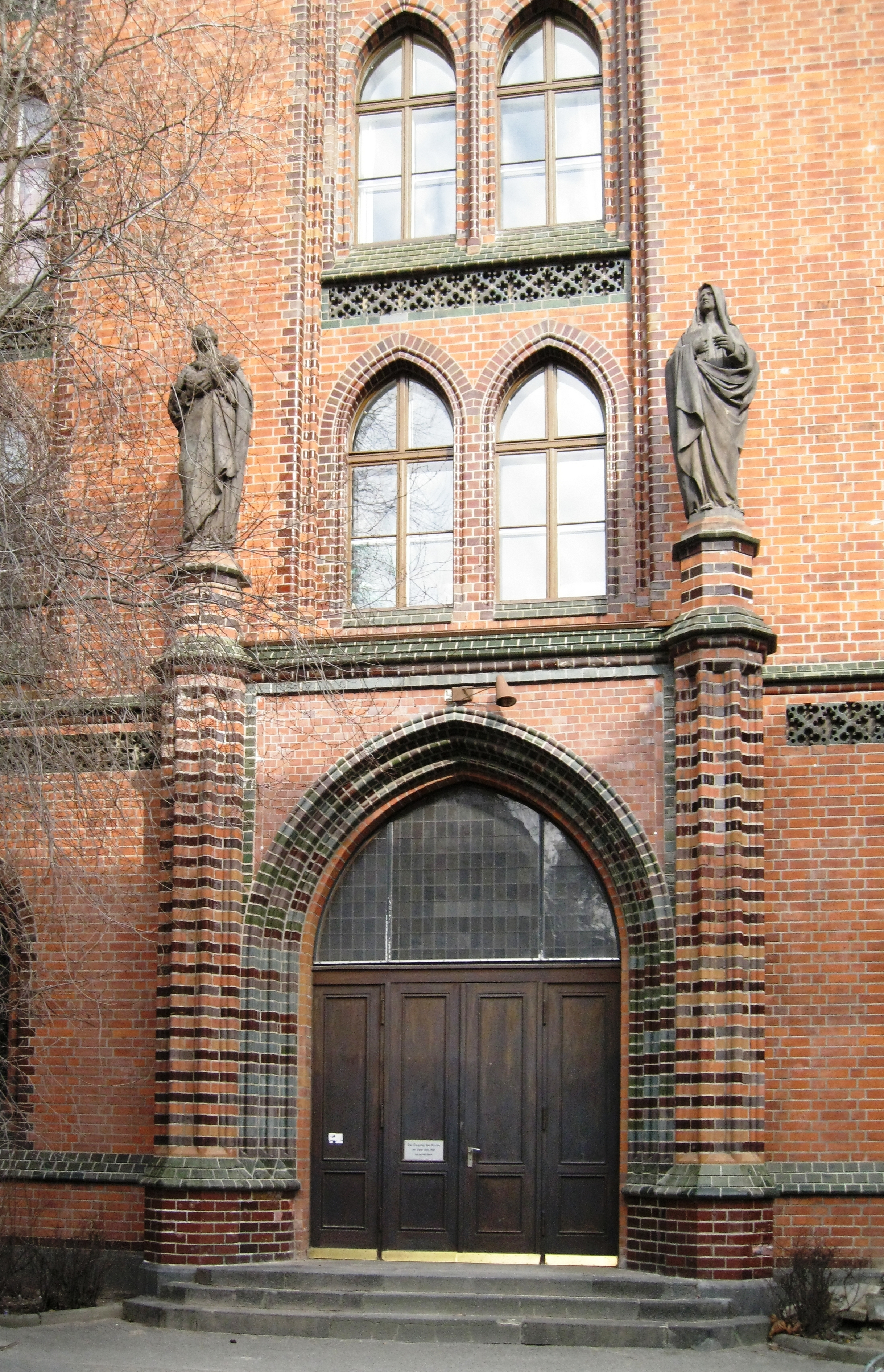
St.-Simeon-Kirche, Portal

Schwechten wählte für den Backsteinbau gotische Formen. Sein Rückgriff auf den historischen Stil stützt sich auf das „Eisenacher Regulativ“ von 1861, wurde jedoch als „Ausplünderung der Baugeschichte“ und bereitwillige Umsetzung des architektonischen Geschmacks von Wilhelms II. bereits von Zeitgenossen heftig angegriffen. Seine Industriebauten galten dagegen als richtungweisend.
In der Straßenfluchtlinie liegt ein viergeschossiges Gebäude, das als Eingangs- und Gemeindehaus dient. Bei der symmetrischen fünfachsigen Fassade sind die Außenachsen vorgezogen. Sie sind von Pfeilern flankiert und mit Giebeln abgeschlossen. Der Mauerwerksbau ist mit roten Rathenower Ziegeln im Klosterformat verblendet sowie mit braunen und grünen Glasursteinen. Der 76,5 Meter hohe quadratische Turm mit achteckigem Spitzhelm ragt unmittelbar aus dem Mittelteil an der Straßenfront auf.
Das Portal ist mit zwei überlebensgroßen Sandsteinfiguren – Simeon und Hannah – geschmückt.
Rückwärtig als Querriegel schloss sich eine kreuzförmige Hallenkirche mit Querhaus und rechteckiger Chor an. Die Seitenschiffe waren auf Gänge reduziert. Das erste Langhausjoch und die Querhausarme hatten Emporen. Die Wände waren verputzt und bemalt. Die gliedernden Teile waren in roten Ziegeln ausgeführt, die Säulen und die Kapitelle aus Sandstein. Bei der Holzdecke waren die Binder und die Sparren zu sehen. Die Nordseite des Kirchenschiffes zierte ein großes Rosettenfenster.

## Orgel

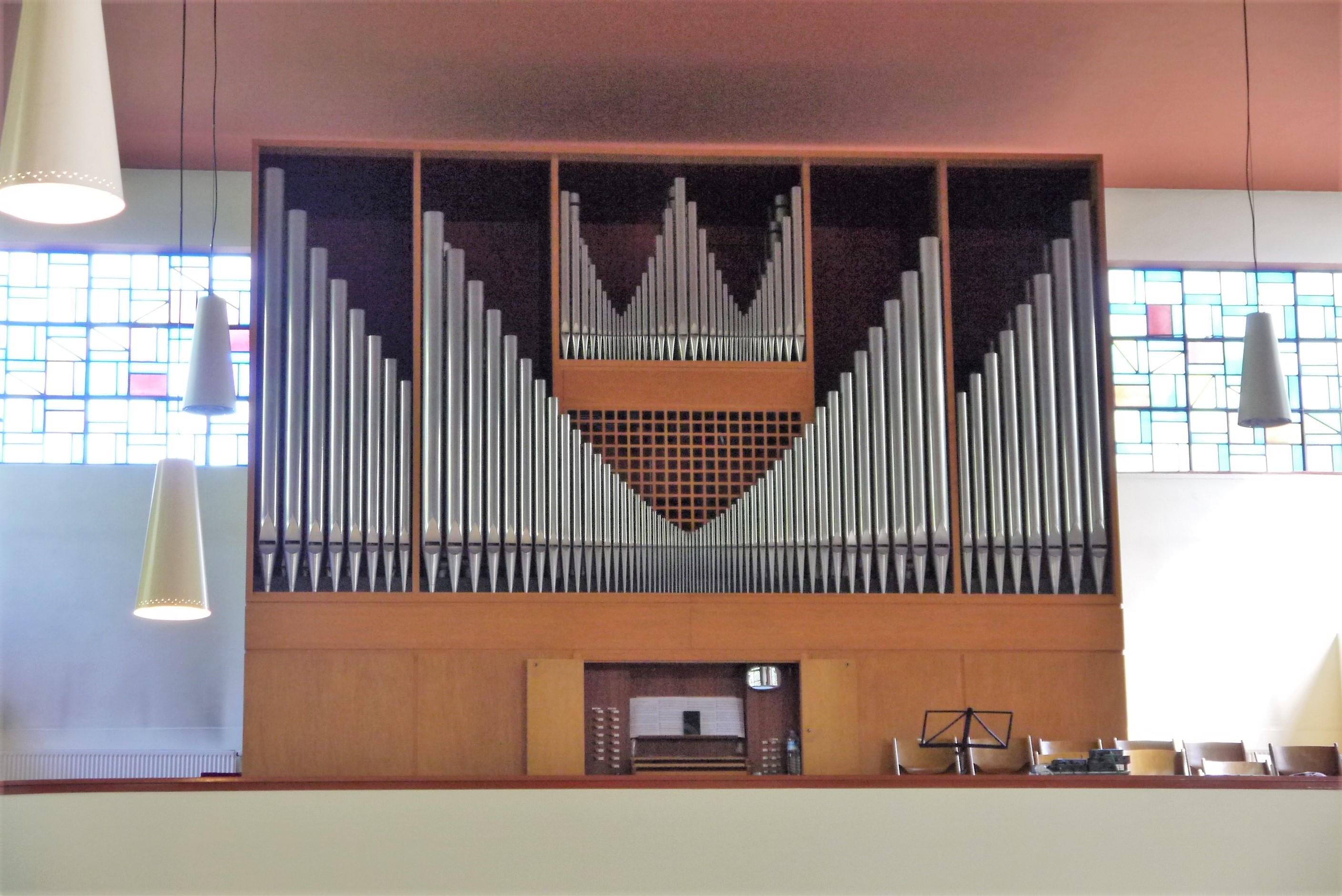
Schuke-Orgel

Die Kirche wurde ursprünglich mit einer Orgel der Firma Schlag & Söhne ausgestattet, die drei Manuale und 43 Register besaß. Diese Orgel wurde 1945 zerstört. Auf der Empore steht heute eine Orgel, die 1965 von der Berliner Orgelbauwerkstatt Karl Schuke gebaut wurde. Sie hat einen Umfang von 22 Registern auf zwei Manualen und Pedal.

## Glocken
Das Glockengeschoss des Turmaufbaus besteht aus großen offenen Maßwerkarkaden. Darüber befindet sich die Uhr. Im Turm hängen drei Gussstahlglocken der Glockengießerei Bochumer Verein von 1897, die in beiden Weltkriegen nicht für die Herstellung von Geschossen eingeschmolzen wurden.
| Glocke | Schlagton | Gewicht | Durchmesser | 0Höhe0 | Inschrift                                                                                    |
| ------ | --------- | ------- | ----------- | ------ | -------------------------------------------------------------------------------------------- |
| 1      | b°        | 2570 kg | 184 cm      | 176 cm | EHRE SEI GOTT IN DER HÖHE. LK. 2,14                                                          |
| 2      | es'       | 1286 kg | 143 cm      | 116 cm | ES IST EINE RUHE VORHANDEN DEM VOLKE GOTTES. HEBR. 4,9                                       |
| 3      | ges'      | 0854 kg | 126 cm      | 108 cm | KOMMT HER ZU MIR ALLE, DIE IHR MÜHSELIG UND BELADEN SEID, ICH WILL EUCH ERQUICKEN. MT. 11,29 |

## Flüchtlingskirche
Seit 2015 wird die Simeon-Kirche nicht mehr von der Gemeinde für regelmäßige Gottesdienste genutzt. Am 8. Oktober 2015 eröffnete Bischof Markus Dröge die St.-Simeon-Kirche in einem feierlichen Gottesdienst als erste Flüchtlingskirche Deutschlands. Mit der Idee einer solchen Kirche wurde ein Ort geschaffen für Menschen, die sich ungeachtet ihrer Herkunft, Konfession, Sprache, ihres rechtlichen Status, Alters und Geschlechts treffen und in allen Fragen beraten und helfen lassen. Am 20. Dezember 2016 wurde Dagmar Apel als landeskirchliche Pfarrerin für Migration und Integration und als Referentin des Berliner Missionswerks in der Flüchtlingskirche in ihr Amt eingeführt.